# Antyradio

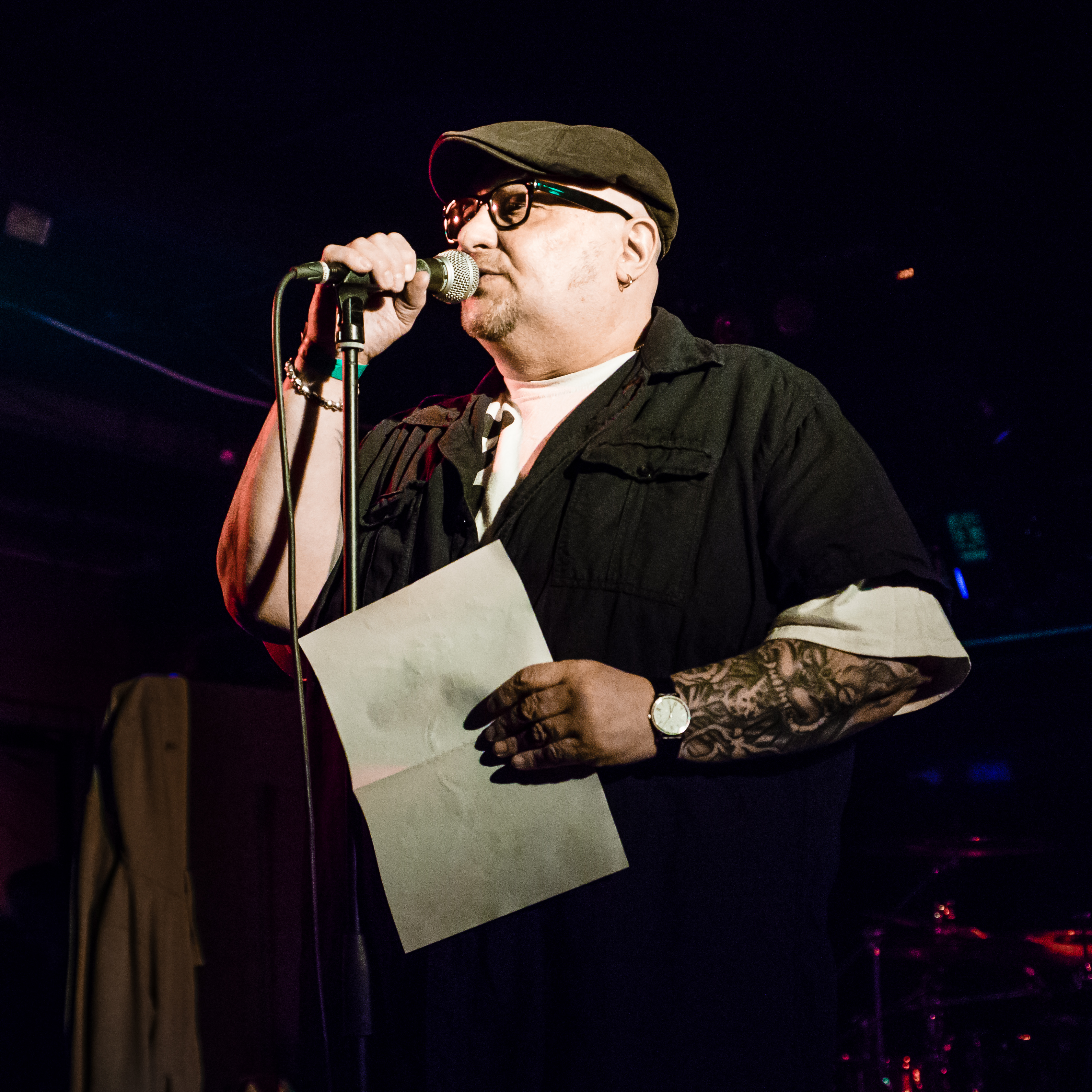
Przemysław Frankowski, dziennikarz Antyradia do 2017 roku

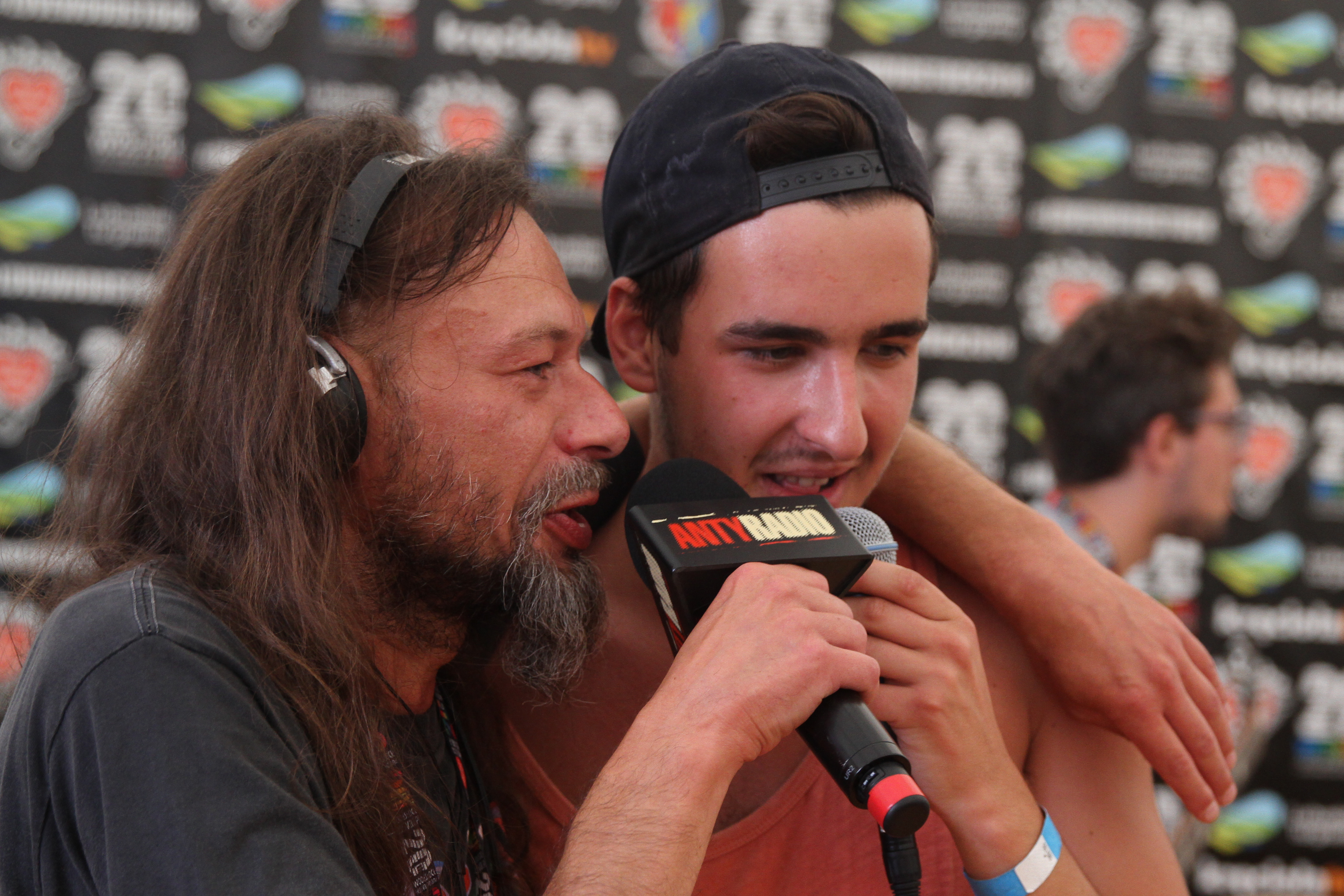
Antyradio na Przystanku Woodstock 2014

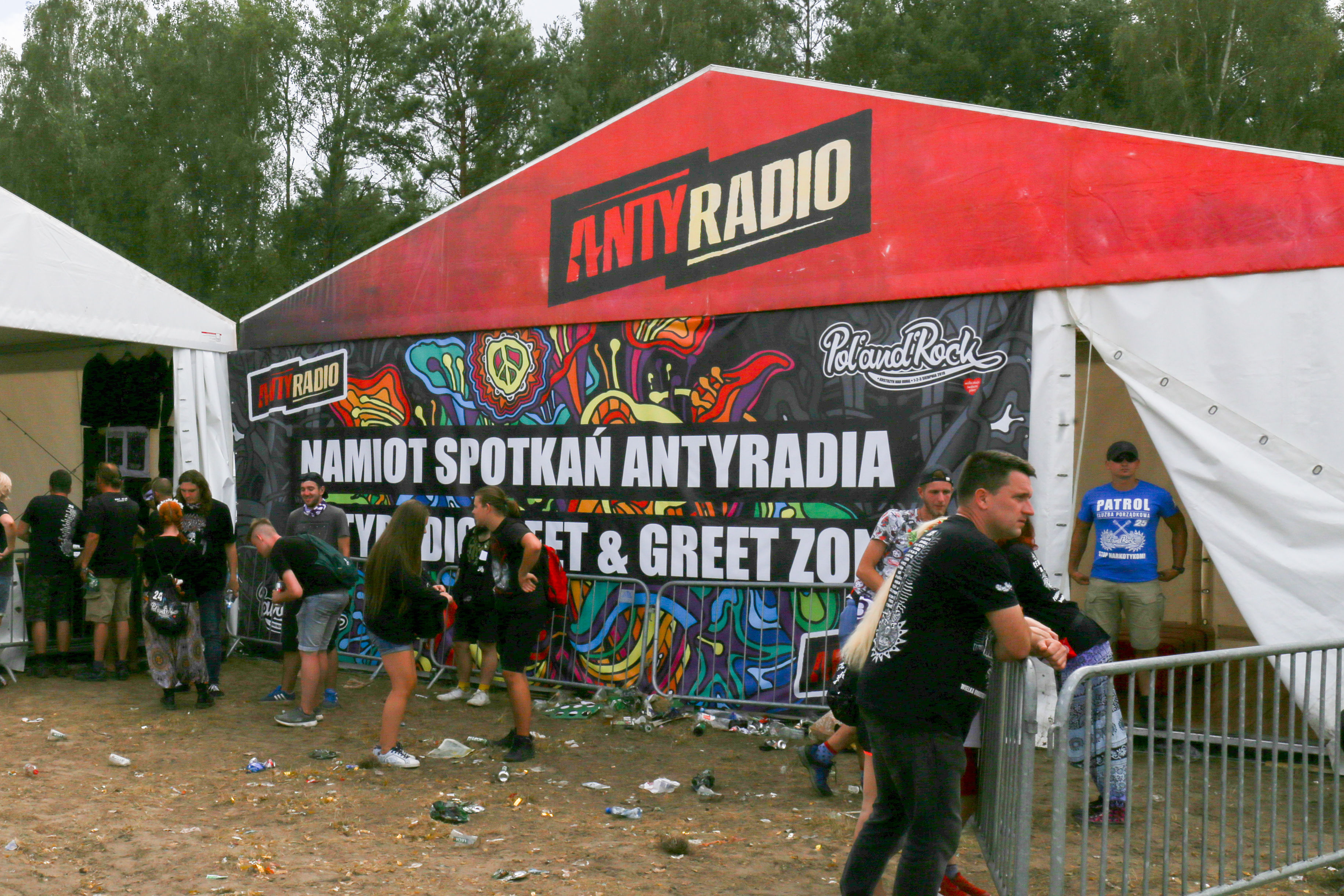
Namiot Antyradia na Pol’and’Rock Festival (2019)

Antyradio – polska komercyjna rozgłośnia radiowa o ponadregionalnym zasięgu, należąca do spółki radiowej Eurozet.
Radio rozpoczęło działalność w 2005 roku. Początkowo funkcjonowało jako sieć stacji lokalnych, obejmując zasięgiem wyłącznie największe aglomeracje. Od lutego 2015 – za sprawą ponadregionalnej koncesji – emituje program w 17 miastach Polski.
Antyradio nadaje muzykę w formacie alternative rock. Zgodnie z koncesją program posiada charakter uniwersalny. Na antenie obecne są m.in. audycje tematyczne i autorskie, codzienna lista przebojów oraz koncerty muzyki rockowej. W ciągu dnia Antyradio prezentuje wydania serwisów informacyjnych „Prawda Antyradia”, magazyn reporterów „Cała Prawda” i regularne doniesienia o sytuacji drogowej.
W województwie śląskim, na podstawie odrębnej koncesji, działa Antyradio 106,4 FM. Katowicka rozgłośnia – obok programu ponadregionalnego – nadaje lokalne serwisy informacyjne, magazyn reporterów i własne pasmo prezenterskie. Treści lokalne emituje także działające w województwie opolskim Antyradio 106,6 FM.

## Częstotliwości

### Obecnie
Stan na dzień 31 marca 2025.
- Bielsko-Biała – 105,0 MHz (Antyradio 106,4 FM)
- Będzin / Zagłębie – 89,8 MHz (Antyradio 106,4 FM)
- Gdańsk – 92,0 MHz
- Gdynia – 101,1 MHz
- Jemiołów – 98,4 MHz
- Koszalin – 106,9 MHz
- Kraków – 101,0 MHz
- Łódź – 89,6 MHz
- Opole – 106,6 MHz (Antyradio 106,6 FM)
- Olsztyn – 91,9 MHz
- Poznań – 101,6 MHz
- Rzeszów – 96,4 MHz
- Szczecin – 104,9 MHz
- Warszawa – 106,8 MHz
- Wrocław – 106,9 MHz
- Zabrze / Śląsk – 106,4 MHz (Antyradio 106,4 FM)
- Zielona Góra – 92,9 MHz

Od 2012 roku Antyradio nadaje cyfrowo w ramach multipleksu TV Mobilnej (MUX-4).

### Do 13 lutego 2015[15]
- Warszawa – 94,0 MHz (Antyradio 94 FM)
- Kraków – 101,3 MHz (Antyradio 101,3 FM)
- Katowice – 106,4 MHz (Antyradio 106,4 FM)
- Będzin – 89,8 MHz (Antyradio 106,4 FM)
- Bielsko-Biała – 105,0 MHz (Antyradio 106,4 FM)

## Historia
Antyradio powstało 1 czerwca 2005 roku w wyniku fuzji Radia 94, nadającego w Warszawie od 2002 roku, z Radiem Flash – najstarszą komercyjną rozgłośnią w Katowicach, powstałą w 1992 roku.
Od 6 sierpnia 2007 Antyradio słyszalne było także w Krakowie, gdzie zastąpiło tamtejsze Radio Planeta (nadające wcześniej pod nazwą Radio Flash Kraków w formacie bliskim obecnemu Antyradiu).
13 lutego 2015 Antyradio rozpoczęło emisję swojego programu w 16 głównych miastach Polski. Do poszerzenia zasięgu rozgłośni grupa Eurozet wykorzystała ponadregionalną koncesję użytkowaną wcześniej przez Radio Zet Chilli. Dotychczasowe lokalne koncesje Antyradia (dla Warszawy i Krakowa) włączono do sieci Radio Zet Gold. Następnie, z początkiem 2015 roku, odświeżone zostało logo rozgłośni.
W październiku 2015 roku przeniesiono gorzowską częstotliwość stacji do jej koncesyjnej lokalizacji na maszcie w Jemiołowie, gdzie nadajnik jest umiejscowiony obecnie z powodu wygaśnięcia czasowego pozwolenia radiowego, na podstawie którego stacja prowadziła emisję w Gorzowie Wielkopolskim od czasu przejęcia częstotliwości Radia Zet Chilli 13 lutego 2015, które wcześniej prowadziło emisję z Gorzowa Wielkopolskiego na podstawie tymczasowego pozwolenia radiowego od września 2014 roku oraz braku zgody KRRiT na przeniesienie na stałe emisji do tego miasta, co zostało uzasadnione interesem słuchaczy mieszkających w zasięgu nadajnika w Jemiołowie i gorzowskich nadawców.
Od 30 marca 2025 stacja nadaje swój program także w Opolu na podstawie koncesji Rock Radia 106,6 FM.

## Portal Antyradio.pl
W 2014 roku uruchomiony został należący do grupy Eurozet portal Antyradio.pl, poświęcony muzyce rockowej i metalowej oraz popkulturze, w skład którego wchodzą działy: Muzyka, Film, Technologia, Adrenalina i Radio. Antyradio.pl prezentuje artykuły o muzyce rockowej i metalowej, relacje i fotorelacje z koncertów, premiery teledysków oraz ciekawostki o artystach i rynku muzycznym, a także informacje o filmach i serialach, recenzje najnowszych produkcji polskich i zagranicznych, wiadomości ze świata internetu, komputerów i telefonów, gier i gadżetów. Na stronie dostępne są także notowania listy przebojów Turbo Top. Serwis często obejmuje patronatem koncerty najważniejszych zagranicznych gwiazd rocka.
Obecnie redakcję portalu Antyradio.pl tworzą dziennikarze: Aleksandra Degórska (Muzyka), Joanna Chojnacka (Muzyka), Natalia Hluzow (Film), Sergiusz Kurczuk (Film), Kamil Kacperski (Film), Michał Tomaszkiewicz (Technologia), Romana Makówka (fotograf). Wydawcą portalu od grudnia 2016 pozostaje Justyna Kierzkowska.
Miesięcznie Antyradio.pl odwiedza 1,5 mln realnych użytkowników. Strona dostępna jest za pomocą tradycyjnej wersji desktopowej, wersji mobilnej oraz za pośrednictwem aplikacji na urządzenia mobilne dostępnej na urządzenia z systemami operacyjnymi Android oraz iOS.

## Działania promocyjne
W 2006 roku, w ramach cyklu Dekarock, Antyradio wraz z PTC zorganizowało serię dziesięciu darmowych koncertów dla mieszkańców Warszawy i województwa śląskiego. Koncerty odbywały się na dachach ważniejszych obiektów. W Dekarocku zagrali m.in. T.Love, Homo Twist, Oddział Zamknięty, Hey, Strachy na Lachy oraz Lady Pank.
Stacja co roku wydaje płyty, sygnowane logo Antyradia. Do tej pory na rynek trafił szereg składanek, między innymi:
- dwie części składanki pod nazwą „Antyradio. Niegrzeczne dzieci eteru”, na której utwory znane z anteny stacji przeplatane są fragmentami „Antylisty”,

- „Antyradio vol. 3”, „Antyradio vol.4”, „Antyradio, Wybierz Prawdziwy Rock” vol.1 i vol. 2

- serię płyt „Antyradio – Najlepszy Rock Na Świecie”: vol.1, vol. 2[20] (drugi CD zawiera fragmenty koncertów „Antyradio Unplugged”) oraz vol. 3[21] (drugi CD zawiera najlepsze utwory z roku 2016), vol. 4 (drugi CD zawiera najlepsze nagrania zespołów, które zagrały koncerty, nad którymi stacja objęła patronat, w Polsce w roku 2017)[22]

W roku 2017 Antyradio wydało pierwszą w swojej historii płytę winylową: „Antyradio – We Mnie Jest Rock”, której nakład został ograniczony do 500 sztuk. Płytę można było zdobyć wyłącznie w konkursach, organizowanych przez stację, nie została przeznaczona do sprzedaży.
W roku 2017 stacja przygotowała kampanię wizerunkową pod hasłem „We Mnie Jest Rock”, która objęła wybrane kanały telewizyjne, internet, prasę i nośniki outdoorowe w miastach w których nadaje Antyradio. W roku 2018 radio zaprezentowało mural w Warszawie, niedaleko stacji Metro Politechnika.
Stacja organizuje również przedpremierowe odsłuchy płyt w swojej siedzibie.
Raz do roku Antyradio przeprowadza konkurs rockowych talentów pod nazwą „Antyfest Antyradia” oraz plebiscyt „Płyta Rocku Antyradia”.

## Słuchalność
Według badania Radio Track (wykonane przez Millward Brown SMG/KRC) udział Antyradia pod względem słuchania w okresie luty-kwiecień 2022 w grupie wiekowej 15-75 lat wyniósł 2,6 proc., co dało tej stacji 9. pozycję w rankingu rynku radiowego w Polsce. Z kolei w okresie maj-lipiec 2023 udział ten wyniósł 2,2 proc., dając stacji 10. miejsce w rankingu słuchalności stacji radiowych w Polsce.

## Aktualnie nadawane audycje
Opracowano na podstawie materiału źródłowego.
- „Desperanos” – Michał Figurski, Piotr Kędzierski[31][32], Małgorzata Wierzejewska
- „Ostry dyżur” – Aleksander Ostrowski i w Katowicach Paweł Chowaniec[potrzebny przypis]
- „Odjechani” – Joanna Zientarska i Konrad Czubaj
- „Kasprologia” – Tomasz Kasprzyk
- „Rockomotywa” – Bartosz Synowiec
- „Zaraz będzie ciemno” – Jerzy Owsiak[33]
- „Turbo top” – Piotr „Frank” Marciniak
- „Świeży towar” – Marcin Bąkiewicz i Bartosz Synowiec
- „Blok z wielkiej płyty” – Tomasz Kasprzyk
- „Rockolekcje” – Leszek Gnoiński
- „Rzeźnia” – Jarosław „Anzhellmo” Giers
- „Prawda” (serwisy informacyjne) i „Cała Prawda” (magazyn reporterów):
  - Warszawa – Grzegorz Kornacki[potrzebny przypis], Mieszko Dreszer[potrzebny przypis], Joanna Obuchowska[potrzebny przypis]
  - Katowice – Magdalena Mleczko[potrzebny przypis], Magdalena Poddanczyk[potrzebny przypis], Paulina Kozioł[potrzebny przypis]
- „Antyradar” (w Katowicach: „Szczytowanie”) – informacje dla kierowców[potrzebny przypis]
- „Pełna kultura” – wiadomości kulturalne: Grzegorz Kornacki[potrzebny przypis], Mieszko Dreszer[potrzebny przypis], Joanna Obuchowska[potrzebny przypis]
- Serwis sportowy – Piotr Marciniak[potrzebny przypis]
- „Rock news” – Grzegorz Kornacki[potrzebny przypis], Mieszko Dreszer[potrzebny przypis]
- „MakakArt”, „Makakofonia” – Piotr Szarłacki
- „Teraz Rock w Antyradiu” – Wiesław Weiss
- „Sobota(ż)” – Piotr „Frank” Marciniak
- „Siódmy dzień rocka” – Paweł Chowaniec
- „Klasyczna lista przebojów” – Tomasz Kasprzyk
- „Czułe dranie” – Aleksander Ostrowski, Grzegorz Kornacki i Włodzimierz Zientarski
- „Pan solo” – Konrad Czubaj
- „Ranking Kojota”  – Kuba Olszewski
- „Rajder” – Joanna Zientarska

Stacja emituje również audycję zewnętrzną „Three Chords & The Truth”, prowadzoną w oryginalnej wersji przez Duffa McKagana i jego żonę Susan Holmes. W polskiej wersji językowej audycji rolę lektorów pełnią Joanna Zientarska i Tomasz Kasprzyk.

## Audycje nadawane w przeszłości
- „7 grzechów głównych” – Tomasz Kin[2]
- „All Inclusive” – Paweł Loroch
- „Uciecha z rana” – Łukasz Ciechański
- „Antygadżet” – Michał Prokopowicz
- „Antygaleria” – Maciej Gaweł, Janusz Kosiński
- „Anty-Party” – Tomasz Dunowski
- „Antykoncepcja” – Magda Łukawska, Jacek Kaczyński
- „Antyradio Live” – zapisy koncertów
- „Antykwariat” – Janusz Kosiński
- „Antylista” – Michał Figurski i Kuba Wojewódzki[2]
- „Antymotolista” – Włodzimierz Zientarski, Joanna Zientarska
- „Antyradiomachina” – Przemysław Frankowski, Witold Odrobina
- „Bajoro” – Anna Bajor
- „BestSeler” – Dominik Selerski[31][32][36]
- „CUBE” – Przemysław Frankowski[37][38]
- „Czarny Poniedziałek” – Maciej Gaweł, Dariusz Stolarczyk
- „Damy w Centrum” – Fiolka Najdenowicz, Aleksandra Mątkiewicz
- „DekaRock” – Tomasz Sadowy
- „U Ciecha” – Łukasz Ciechański
- „Dobudzenie” – Rafał Żygiel
- „Gejzer” – Krystian Legierski
- „Gastrofaza” – Paweł Loroch[39][40]
- „Godzina z Gadziną” – Aneta Małecka i Piotr Gadzinowski
- „Godziny Szczytu” – Łukasz Ciechański, Rafał Żygiel
- „Godzina NaGości” – Joanna Zientarska, Łukasz Ciechański Małgorzata Wierzejewska
- „Gra wstępna” – Joanna Zientarska, Rafał Jemielita i Robert Ziębiński[41]
- „GwiazdoRozbiór” – Łukasz Ciechański
- „Hard Rock Licytacja” – Przemysław Frankowski
- „Historia niejednej piosenki"” – Tomasz Kasprzyk[42][43]
- „Kino Antyradia” – Tomasz Kin
- „Koncert Życzeń” – Janusz Kosiński
- „Koncerty” –
- „Koślikofobia” (Katowice) – Robert Koślik
- „KurrAnty” – Mariusz Smolarek, Witold Odrobina, Marzena Rogalska
- „Pobudzenie” – Tomasz Dunowski, Piotr Opoka
- „Dobry, zły i brzydki” – Mariusz Smolarek, Mikołaj Janusz, Michał Migała i Łukasz Ciechański[37][44]
- „Ranny kojot” – Kuba Olszewski
- „Łowcy” (Katowice) – Tomasz Sadowy, Mariusz Smolarek
- „Łowcy smoków” – Robert Jastrzebski
- „Latający Talerz” – Paweł Loroch
- „Listy Ciechana” – Łukasz Ciechański
- „Mistrz i Małgorzata” – Michał Figurski, Małgorzata Wierzejewska i Dominik Selerski[45]
- „Najgorsze Państwo Świata” - Karolina Korwin Piotrowska (do grudnia 2022)[46], Michał Figurski[47], Małgorzata Wierzejewska i Agata Passent[48]
- „Nocna zmiana Kosy” – Janusz Kosiński
- „Nocny Patrol” – Bartosz Leszczyński, Maciej Kozłowski
- „Oczami Ostrego” – Aleksander Ostrowski
- „OpiNIE” – Paweł Chowaniec
- „Osobista Playlista” – zaproszeni muzycy gościnnie
- „Pełne obroty” – Przemysław Frankowski w Warszawie i Radosław Skowron w Katowicach[2]
- „Piękna i bestia” – Joanna Zientarska i Łukasz Ciechański[49]
- „Prawdomówność” – Piotr Gembarowski
- „PrzepisDnia” – Paweł Loroch
- „Bardzo Ostry Dyżur” – Aleksander Ostrowski
- „Radioaktywna Lista Przebojów” – Zbigniew Zegler
- „Reggau” – Przemysław Frankowski
- “Republika babska” - Katarzyna Kawka, Dominika Sygiet i Małgorzata Wierzejewska[42]
- „Rockowa Scena Antyradia” – retransmisja koncertów rockowych
- „Rockmania w Antyradiu” – Łukasz Ciechański
- „Rzeźnia” – Jarosław Giers
- „Stół z powyłamywanymi nogami” – Paweł Loroch
- „Strefa biało-czerwona” – Przemysław Frankowski
- „Siedem grzechów głównych” – Tomasz Kin
- „SaySMOLOgia” – Mariusz Smolarek
- „SOS - Sobotnim okiem Skiby” – Krzysztof Skiba[42]
- „Sport Felieton” – Maciej Gaweł
- „Szczytowanie” – Joanna Obuchowska, Grzegorz Kornacki, Tomasz Kasprzyk, Przemysław Frankowski, Piotr Trzciński
- „Sześciopak w Antyradiu” – Piotr „Frank” Marciniak
- „Śladami Rock’N’Roll” – Tomasz Kasprzyk
- „Testosteron” – Tomasz Siołek
- „Wakacyjny Alfabet Lorocha” – Paweł Loroch
- „W cieniu PeKiNu” – Aneta Małecka
- „Wito Pyto” – Witold Odrobina
- „XL” – Mariola Matuszyk, Mariusz Smolarek
- „Zamiatanie dnia” – Aneta Małecka
- „ZiZi Top” – Zbigniew Zegler
- „Zwierzenia Zwierząt” – Przemysław Frankowski
- „Wieczorne rozmowy” – Krzysztof Dowgird[50] i Beata Wolska[potrzebny przypis]
- „Woda sodowa” – Paweł Chowaniec[51]
- „Wszystko w sam raz” – Jarek Szubrycht[52]
- „Wybierz Prawdziwy Rock” – Michał Prokopowicz

## Siedziby
- AntyRadio

Warszawa, ul. Żurawia 8
- AntyRadio 106,4 FM

Katowice, ul. Mickiewicza 29 (na 11 piętrze w wieżowcu Stalexport)